# Intuto
Intuto es una localidad peruana, capital de distrito de Tigre, provincia de Loreto, al noroeste del departamento de Loreto.

## Historia
Fue designado como capital de distrito por su lugar específico en el río Tigre, durante la Segunda Guerra Mundial, Intuto fue uno de los puertos de extracción de caucho. Durante el auge del petróleo amazónico de los años 70', el poblado fue base de operación para las exploraciones petroleras.
En el siglo XXI, la contaminación de los cuerpos de agua por derrames de petróleo suele provocar conflictos entre la población de mayoría amerindia con las industrias petroleras.